# Horodec
Horodec (biał. Гарадзец, Haradziec; biał. Городец, Gorodiec) – agromiasteczko na Białorusi, w obwodzie brzeskim, w rejonie kobryńskim, siedziba administracyjna sielsowietu.
Siedziba parafii prawosławnych (w dekanacie kobryńskim) – pw. Wniebowstąpienia Pańskiego oraz pw. św. Dymitra z Rostowa (niepersonalnej).
W Horodcu znajdują się dwie cerkwie oraz stacja kolejowa Horodec na linii Homel – Łuniniec – Żabinka.

## Historia
Miasto ekonomii kobryńskiej w drugiej połowie XVII wieku. Wieś królewska ekonomii kobryńskiej położona była w końcu XVIII wieku powiecie brzeskolitewskim województwa brzeskolitewskiego. 
Józef Ignacy Kraszewski opisał go w swoich Wspomnieniach Wołynia, Polesia i Litwy. 
Za II Rzeczypospolitej Horodec znajdował się w województwie poleskim, w powiecie kobryńskim i był siedzibą gminy Horodec. W 1921 roku liczył 688 mieszkańców.
Podczas okupacji hitlerowskiej, w maju 1942 roku Niemcy utworzyli getto dla żydowskich mieszkańców. Przebywało w nim około 300 osób. 26 lipca 1942 roku Niemcy zlikwidowali getto, a Żydów wywieziono do Bronnej Góry i tam zamordowano. 
Do głównych zabytków miasteczka należy cerkiew pw. Wniebowstąpienia Pańskiego.

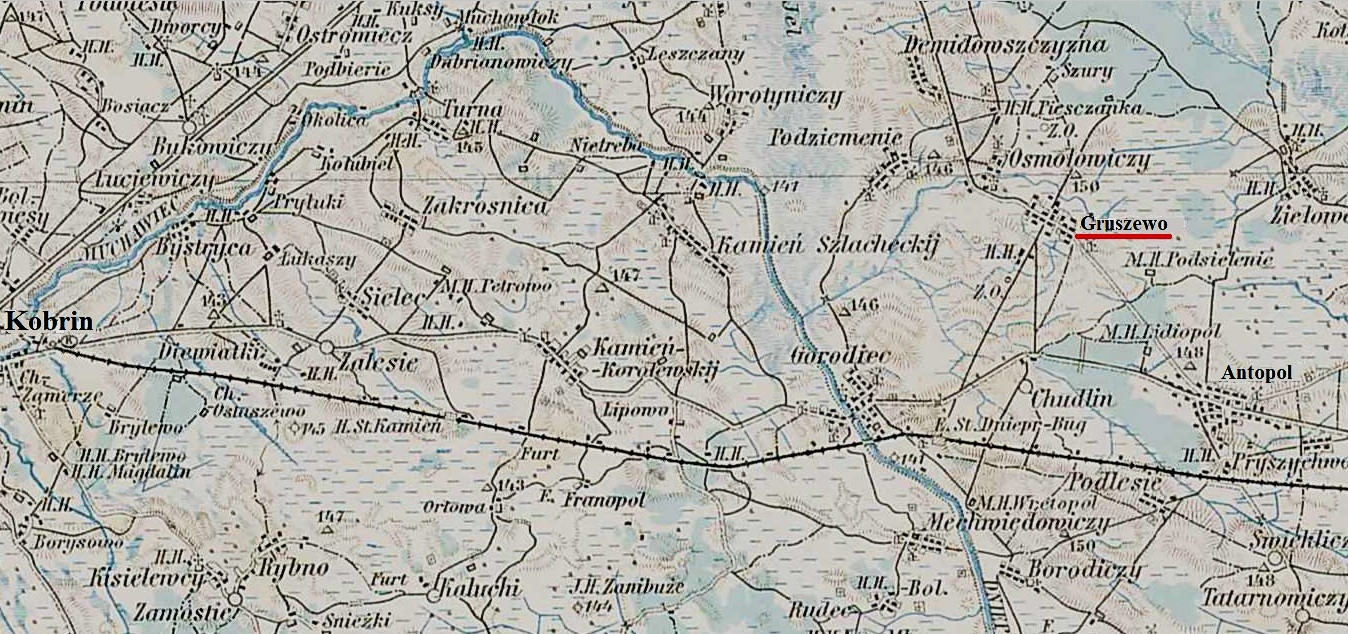
Horodec na mapie (1910)
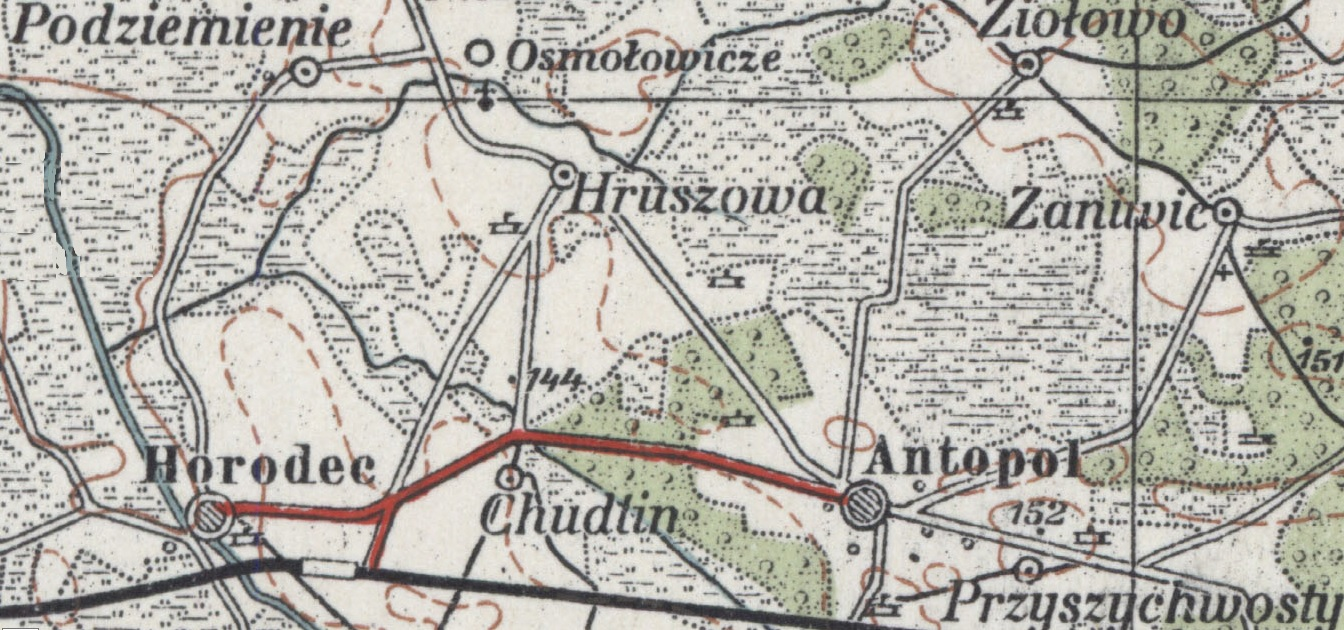
Horodec na mapie (1927)